# Fredericton Railway
Die Fredericton Railway war eine Eisenbahngesellschaft in der kanadischen Provinz New Brunswick. Sie wurde am 16. April 1866 gegründet und baute eine 36 Kilometer lange Stichstrecke von der European and North American Railway (E&NAR) zur Provinzhauptstadt Fredericton. Der Anschluss an die Hauptstrecke erfolgte im Bahnhof Hartts Mills, der später in Fredericton Junction umbenannt wurde. Die Strecke ging Ende 1869 in Betrieb, nachdem die E&NAR eröffnet worden war, die auch den Betrieb führte. Wie diese baute man die Bahn in Indischer Breitspur (1676 mm), spurte sie jedoch zusammen mit der E&NAR 1877 auf Normalspur um. 1884 erwarb die New Brunswick Railway die Gesellschaft und gliederte die Bahnstrecke in ihr Netz ein. Später übernahm die Canadian Pacific Railway die Bahn. Die Strecke wurde zuletzt durch die Canadian Atlantic Railway benutzt, ist aber mittlerweile bis auf einen kurzen Industrieanschluss bei Fredericton Junction stillgelegt.